# Joseph L. Scanlan
Joseph L. Scanlan est un réalisateur américain de télévision.

## Filmographie
- 1966 : The World of Animals: It's a Dog's World (TV)
- 1968 : The World of Animals: The World of Horses (TV)
- 1970 : Somerset (série TV)
- 1971 : Another World (feuilleton TV)
- 1972 : The Secret Storm (série TV)
- 1974 : The Starlost (série TV)
- 1976 : Our Man Flint: Dead on Target (TV)
- 1976 : What's Happening!! (série TV)
- 1976 : Land of the Lost (série TV)
- 1979 : Le Vagabond (The Littlest Hobo) (série TV)
- 1980 : The Starlost: Deception (TV)
- 1982 : Spring Fever
- 1985 : Spenser (Spenser: For Hire) (série TV)
- 1986 : The Campbells (en) (série TV)
- 1986 : Brigade de nuit (Night Heat) (série TV)
- 1986 : Adderly (en) (série TV)
- 1987 : Nightstick (TV)
- 1988 : The Return of Ben Casey (TV)
- 1988 : Côte Ouest (Knots Landing) (feuilleton TV)
- 1988 : War of the Worlds (série TV)
- 1988 : Le Cavalier solitaire (Paradise) (série TV)
- 1989 : Falcon Crest (feuilleton TV)
- 1989 : Star Trek : La Nouvelle Génération (Star Trek: The Next Generation) (série TV)
- 1989 : Médecin à Honolulu (Island Son) (série TV)
- 1989 : L'Équipée du Poney Express (The Young Riders) (série TV)
- 1990 : Code Quantum (Quantum Leap) (série TV)
- 1990 : Une vieille demoiselle (The World's Oldest Living Bridesmaid) (TV)
- 1991 : Le Ranch de l'espoir (Neon Rider) (série TV)
- 1991 : La Chambre secrète (The Hidden Room) (série TV)
- 1991 : Homefront (feuilleton TV)
- 1991 : I Still Dream of Jeannie (TV)
- 1993 : Kung Fu, la légende continue (Kung Fu: The Legend Continues) (série TV)
- 1993 : Au nord du 60e (North of 60) (série TV)
- 1993 : Brisco County (The Adventures of Brisco County Jr.) (série TV)
- 1994 : Un tandem de choc (Due South) (série TV)
- 1994 : Spencer: Le piège (Spenser: The Judas Goat) (TV)
- 1995 : Spencer: Cité sauvage (Spenser: A Savage Place) (TV)
- 1995 : Loïs et Clark (Lois & Clark: The New Adventures of Superman) (série TV)
- 1995 : La Famille parfaite (Picture Perfect) (TV)
- 1996 : Esprits rebelles (Dangerous Minds) (série TV)
- 1996 : Poltergeist : Les Aventuriers du surnaturel (Poltergeist: The Legacy) (série TV)
- 1996 : Au-delà du réel : L'aventure continue (The Outer Limits) (série TV)
- 1996 : Soupçons sur un champion (Stand Against Fear) (TV)
- 1997 : Dead Man's Gun (TV)
- 1997 : Players, les maîtres du jeu (Players) (série TV)
- 1998 : Invasion planète Terre (Earth: Final Conflict) (série TV)
- 1998 : Le Silence brisé (Race Against Fear) (TV)
- 1999 : Strange World (série TV)
- 2000 : La Femme Nikita (série TV)
- 2001 : Largo Winch (série TV)
- 2002 : Flatland (série TV)

## Distinctions
- Nomination au Prix Gemini du meilleur réalisateur d'un programme dramatique pour l'épisode Au Royaume des sables, de la série télévisée Au-delà du réel : L'aventure continue (1996).